# Xã Summers, Quận Thomas, Kansas
Xã Summers (tiếng Anh: Summers Township) là một xã thuộc quận Thomas, tiểu bang Kansas, Hoa Kỳ. Năm 2010, dân số của xã này là 189 người.